# Plappeville
Plappeville – miejscowość i gmina we Francji, w regionie Grand Est, w departamencie Mozela.
Według danych na rok 1990 gminę zamieszkiwało 2 130 osób, a gęstość zaludnienia wynosiła 839 osób/km² (wśród 2335 gmin Lotaryngii Plappeville plasuje się na 198. miejscu pod względem liczby ludności, natomiast pod względem powierzchni na miejscu 1203.).